# Colombiers (Vienne)
 Colombiers  es una población y comuna francesa, situada en la región de Poitou-Charentes, departamento de Vienne, en el distrito de Châtellerault y cantón de Châtellerault-Ouest.

## Demografía
| 888 | 790 | 846 | 1078 | 1286 | 1274 |
| Para los censos de 1962 a 1999 la población legal corresponde a la población sin duplicidades (Fuente: INSEE [Consultar]) |     |     |      |      |      |